# Autonomía (dispositivo)

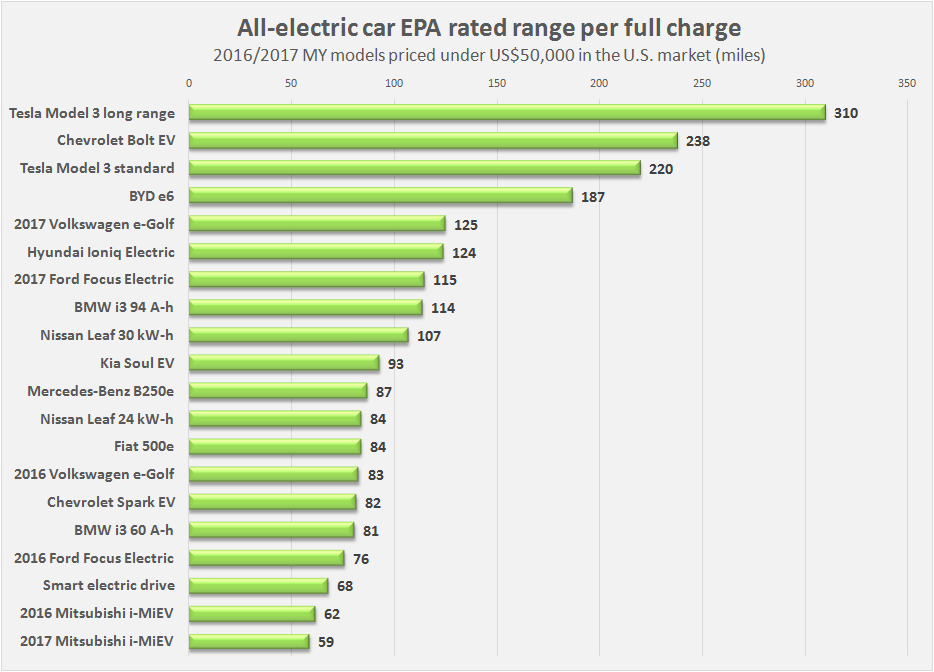
Gráfica comparativa del alcance de vehículos eléctricos modelo 2016-2017 con un precio por debajo de, según la EPA.

En el ámbito de la técnica, la autonomía es el tiempo que un dispositivo con una fuente de alimentación independiente puede permanecer en activo, hasta el agotamiento de la fuente de alimentación. Así, un dispositivo eléctrico, como una linterna, tendrá una autonomía de horas en función de la capacidad de sus baterías y un vehículo podrá recorrer una cierta distancia sin repostar en función de la capacidad de su tanque de combustible. Las mejoras en la autonomía de los equipos se pueden lograr bien incrementando la capacidad de la fuente de alimentación o bien aumentando el rendimiento y, por lo tanto, reduciendo el consumo del dispositivo.
En robótica, un robot autónomo es aquel que actúa sin intervención humana. En algunos medios de transporte, como los vehículos eléctricos, se usa el término para referirse a la cantidad de tiempo que puede pasar un vehículo sin ser cargado nuevamente.
En informática, un dispositivo autónomo es aquel que no necesita estar conectado a la computadora para funcionar. Un dispositivo multifuncional puede tener funciones autónomas para:
- Enviar y recibir faxes.
- Realizar copias.
- Imprimir imágenes cuando se le conecta una cámara fotográfica digital o una memoria flash.

Todo esto sin necesidad de que la computadora esté encendida.